# Temuera Morrison
Temuera Derek Morrison (Rotorua, 1960. december 26. –) új-zélandi színész, a New Zealand Order of Merit (Új-zélandi Érdemrend) tagja.
Elsőként dr. Hone Ropata szerepében vált ismertté az új-zélandi Shortland Street szappanopera szereplőjeként. Kritikai elismerést szerzett Jake „The Muss” Heke megformálásával az Egykoron harcosok voltak (1994) című filmben, valamint annak 1999-es  folytatásában.
Nemzetközi hírnévre a Star Wars II. rész – A klónok támadása (2002) Jango Fettjeként tett szert. A filmsorozat további részeiben is feltűnt, beleértve A Mandalóri (2019–) és a Boba Fett könyve (2021–2022) című televíziós sorozatokat. Az Aquaman (2018), a Flash – A Villám (2023) és az Aquaman és az elveszett királyság (2023) című szuperhősfilmekben Aquaman édesapját, Thomas Curryt formálta meg.
Szinkronszínészként is aktív, 2016-ban a Vaiana (2016) című animációs film címszereplőjének apját, Tui főnököt szólaltatta meg. 

## Fiatalkora
Új-Zéland északi szigetén, Rotorua városában született, Hana Morrison (szül. Stafford) és Laurie Morrison zenész fiaként. Felmenői között vannak maorik, skótok és írek is. Testvére  Taini Morrison, nagybátyja pedig a zenész Sir Howard Morrison volt. 
Középiskoláit az aucklandi Wesley College-ben és a rotorurai Western Heights High Schoolban végezte. 

## Karrier
Első szerepe az 1973-as Rangi's Catch filmben Rangi volt. Az Új-zélandi Speciális Előadóművészi Oktatási Séma alapján tanult. Az egyik legelső főszerepében a Never Say Die-ban Lisa Eilbacher ellentétét alakította. Ezután 1992. és 1995. között ő formálta meg a Shortland Street új-zélandi szappanoperában dr. Hone Ropata szerepét.
1994-ben az erőszakos és erőszakoskodó maori férj, Jake "The Muss" Heke szerepével vált ismertté, akit a Once Were Warriors filmben alakított. Ez a mű Alan Duff hasonló című regénye alapján született. A film a legsikeresebb helyi új-zélandi címnek bizonyult, és több tengerentúli országba is eladták. A szereppel nemzetközi figyelmet érdemelt ki, az 1994-es Új-zélandi Filmes és Televíziós Díjak kiosztóján neki ítélték a legjobb férfi drámai szerep megformálásáért járó díjat. Újabb díjat érdemelt ki a What Becomes of the Broken Hearted? című folytatásban nyújtott alakításáért, ezúttal a legjobb színésznek járó díjat ítélték oda neki. A teljesítménye miatt kiérdemelt elismerései ellenére Morrison 2010-ben azt mondta, úgy érezte, folyamatosan a szerepet kötik hozzá, és egy idő után már nyűg volt ez neki.
A Féktelenül 2. – Teljes gőzzel (1997) és a The Beautiful Country (2004) filmekben mellékszereplőként tűnt fel. 2005-ben Morrison lett az új-zélandi televízió The Tem Show beszélgetős műsorának a házi gazdája.
A királynő születésnapja alkalmából kiosztott díjak közül 1996-ban Morrison a dráma területén tett szolgálataiért megkapta az Új-Zélandi Érdemrendet.
2009-ben nekiállt megírni az önéletrajzát, mely reményei szerint sokakat inspirál arra, hogy „elérje a csillagokat”.
Első lemezét Tem címen a Sony Music Entertainment NZ adta ki 2014. novemberben. A lemezen olyan dalok feldolgozásai találhatóak, melyeket édesapja és nagybátyja, Sir Howard Morrison adott elő helyi rendezvényeken, mikor ő még fiatal volt.

### Csillagok háborúja
Később Morrison Jango Fett fejvadász szerepében lett híres a A klónok támadásában (2002). A film cselekménye során Jango DNS-ével létrehoznak egy klónhadsereget. Nekik is Morrison kölcsönözte a hangját. Több klónban is fel lehet fedezni, A Sith-ek bosszújában. Boba Fett (Jango klónozott gyermekének) hangját pedig a 2004-es újabb DVD kiadáson  Jason Wingreen helyett Morrison kölcsönözte a szereplőnek.
Azóta Jango Fett és klónjainak szerepét többször is megszemélyesítette több „Csillagok háborúja” videó játékban, melyeket mind a LucasArts adott ki. Ő alakította a kommandó "Főnökét" a Star Wars: Republic Commandóban, és ő kölcsönözte a hangját a Star Wars: Battlefront összes katonájának, az ő hangján szólalt meg Jango Fett fejvadász és Boba Fett a Star Wars: Battlefront II videó játékban, és őt hallhatjuk a klón tanácsadó és az 501. Újság narrátorának beszéde közben is. Morrison szerepelt a Star Wars: Bounty Hunter játékban is, melynek a középpontjában Jango karaktere állt. Ebben Fett eredetére derül fény. A 2006-os Star Wars: Empire at War videó játékban Boba Fettként találkozhatunk vele. Említés nélkül, de Jango Fett és klónjai szerepében megtalálható a  LEGO Star Wars: The Video Game-ben is.
Boba Fettet élőszereplősen is megszemélyesítette a The Mandalorianben, majd a karakteréről szóló sorozatban, a The Book of Boba Fettben is.
Cameoszerephez jutott az Obi-Wan Kenobi sorozatban is, ahol egy hajléktalan klónkatonát játszott, aki kéregetett Kenobitól.

### Egyéb szerepei
Morrison 2008. január és június között hat hónapra visszatért a Shortland Streetre, hogy ismét eljátssza dr. Hone Ropata szerepét.
2008-ban Morrison szerepelt az új-zélandi Pulp Sport kabaré showban, ahol egy jelenetbeúgy figurázták ki, hogy saját maga klónját kellett eljátszania.
Morrison formálta meg Abin Surt a 2011-es szuperhősös Green Lantern filmben.
A DC Comics 2018-as Aquaman filmjében ő alakította a világítótorony őrét és Arthur édesapját, Tom Curryt.

## Magánélete
Új-Zélandon él, idejét és filmes beosztását pedig megosztja Új-Zéland, Ausztrália és az Amerikai Egyesült Államok között. 
Az 1980-as évekből a When the Cat's Away lánybandában zenélő Kim Willoughbyval közös kapcsolatából van egy felnőtt fia. Rajta kívül egy lánya van, akinek Peata Melbourne az édesanyja. 
A Tūhoe-i és Ngāti Porou-i felmenőkkel rendelkező Ashlee Howden-Sadlier élettársa.

## Filmográfia

### Film
| Év   | Magyar cím                                                        | Eredeti cím                                   | Szerep                  | Magyar hang          |
| ---- | ----------------------------------------------------------------- | --------------------------------------------- | ----------------------- | -------------------- |
| 1972 |                                                                   | Rangi's Catch                                 | Rangi                   |                      |
| 1984 |                                                                   | Other Halves                                  | Tony                    |                      |
| 1988 |                                                                   | Never Say Die                                 | Alf Winters             |                      |
| 1988 |                                                                   | Mauri                                         | fiatal rendőr           |                      |
| 1994 | Egykoron harcosok voltak                                          | Once Were Warriors                            | Jake „The Muss” Heke    | Ujlaki Dénes         |
| 1996 | Barb Wire – A bosszúálló angyal                                   | Barb Wire                                     | Axel                    | Juhász György        |
| 1996 | Dr. Moreau szigete                                                | The Island of Dr. Moreau                      | Azazello                | Reisenbüchler Sándor |
| 1996 | Dr. Moreau szigete                                                | The Island of Dr. Moreau                      | Azazello                | Sótonyi Gábor        |
| 1996 |                                                                   | Broken English                                | Manu                    |                      |
| 1997 | Féktelenül 2. – Teljes gőzzel                                     | Speed 2: Cruise Control                       | Juliano                 | Galambos Péter       |
| 1998 | Hat nap, hét éjszaka                                              | Six Days, Seven Nights                        | Jager                   | Zágoni Zsolt         |
| 1999 | Egykoron harcosok voltak 2.                                       | What Becomes of the Broken Hearted?           | Jake „The Muss” Heke    |                      |
| 1999 | Alkonyattól pirkadatig 3. – A hóhér lánya                         | From Dusk till Dawn 3: The Hangman's Daughter | A hóhér                 | Borbiczki Ferenc     |
| 2000 | Jég és föld között                                                | Vertical Limit                                | Rasul őrnagy            | Vizy György          |
| 2001 |                                                                   | Crooked Earth                                 | Will Bastion            |                      |
| 2002 | Star Wars II. rész – A klónok támadása                            | Star Wars: Episode II – Attack of the Clones  | Jango Fett              | Berzsenyi Zoltán     |
| 2002 | Star Wars II. rész – A klónok támadása                            | Star Wars: Episode II – Attack of the Clones  | klónkatonák (hangja)    |                      |
| 2004 | Gyönyörű ország                                                   | The Beautiful Country                         | Snakehead               |                      |
| 2004 | Blueberry – A fejvadász                                           | Blueberry                                     | Runi                    | eredeti nyelven      |
| 2004 | Star Wars V. rész – A Birodalom visszavág (DVD különleges kiadás) | The Empire Strikes Back                       | Boba Fett (hangja)      |                      |
| 2005 | Star Wars III. rész – A Sith-ek bosszúja                          | Star Wars: Episode III – Revenge of the Sith  | Cody parancsnok         | Berzsenyi Zoltán     |
| 2005 | Star Wars III. rész – A Sith-ek bosszúja                          | Star Wars: Episode III – Revenge of the Sith  | klónhadsereg tagjai     |                      |
| 2005 |                                                                   | River Queen                                   | Te Kai Po               |                      |
| 2008 |                                                                   | Rain of the Children (dokumentumfilm)         | Rua Kenana              |                      |
| 2009 | Páros mellékhatás                                                 | Couples Retreat                               | Briggs                  | Varga Gábor          |
| 2009 | A tengerészgyalogos 2.                                            | The Marine 2                                  | Damo                    | Galambos Péter       |
| 2010 | A nyomkövető                                                      | Tracker                                       | Kereama                 | Berzsenyi Zoltán     |
| 2011 | Zöld Lámpás                                                       | Green Lantern                                 | Abin Sur                | Huszár Zsolt         |
| 2012 | A skorpiókirály 3. – Harc a megváltásért                          | The Scorpion King 3: Battle for Redemption    | Ramusan király          | Jakab Csaba          |
| 2012 | Friss hús                                                         | Fresh Meat                                    | Hemi Crane              |                      |
| 2013 |                                                                   | Mt Zion                                       | Apa                     |                      |
| 2016 | A patriarcha                                                      | Mahana (The Patriarch)                        | Mahana nagyapa          |                      |
| 2016 | Tökéletes célpont 2.                                              | Hard Target 2                                 | Madden                  | Faragó András        |
| 2016 |                                                                   | Science Fiction Volume One: The Osiris Child  | Mourdain börtönigazgató |                      |
| 2016 | Vaiana                                                            | Moana                                         | Tui főnök (hangja)      | Szabó Sipos Barnabás |
| 2018 |                                                                   | Occupation                                    | Peter Bartlett          |                      |
| 2018 | Aquaman                                                           | Aquaman                                       | Thomas Curry            | Szabó Sipos Barnabás |
| 2019 | Dóra és az elveszett Aranyváros                                   | Dora and the Lost City of Gold                | Powell                  |                      |
| 2019 |                                                                   | The Brighton Miracle                          | Eddie Jones             |                      |
| 2019 |                                                                   | Mosley                                        | Warfield                |                      |
| 2021 | Megszállás: Zápor projekt                                         | Occupation: Rainfall                          | Peter Bartlett          |                      |
| 2023 | Flash – A Villám                                                  | The Flash                                     | Thomas Curry            | Törköly Levente      |
| 2023 |                                                                   | Sons of Summer                                | Frank                   |                      |
| 2023 | Aquaman és az elveszett királyság                                 | Aquaman and the Lost Kingdom                  | Thomas Curry            | Törköly Levente      |
| 2024 |                                                                   | Ka Whawhai Tonu                               | Rewi Maniapoto          |                      |
| 2024 | Vaiana 2.                                                         | Moana 2                                       | Tui főnök (hangja)      | Szabó Sipos Barnabás |

### Televízió
| Év              | Magyar cím                   | Eredeti cím                            | Szerep                | Megjegyzések                                               |
| --------------- | ---------------------------- | -------------------------------------- | --------------------- | ---------------------------------------------------------- |
| 1986            |                              | Seekers                                | Selwyn Broadhead      | 10 epizód                                                  |
| 1987            |                              | Adventurer                             | Maru                  | 10 epizód                                                  |
| 1987–1990       |                              | Gloss                                  | Sean                  | visszatérő szerep                                          |
| 1988            |                              | The Grasscutter                        | Harris nyomozó        | tévéfilm                                                   |
| 1990            |                              | Shark in the Park                      | Mason / Mark          | 1 epizód                                                   |
| 1992–1995, 2008 |                              | Shortland Street                       | Dr. Hone Ropata       | főszereplő                                                 |
| 1995            |                              | New Zealand at War                     | narrátor              | dokumentum-minisorozat                                     |
| 1996            |                              | Little White Lies                      | Tim                   | tévéfilm                                                   |
| 1996            |                              | Whipping Boy                           | Jack                  | tévéfilm                                                   |
| 2001            |                              | Ihaka: Blunt Instrument                | Tito Ihaka            | tévéfilm                                                   |
| 2001–2002       |                              | Mataku                                 | önmaga (házigazda)    |                                                            |
| 2005            |                              | The Tem Show                           | önmaga (házigazda)    | talkshow                                                   |
| 2005            |                              | The Reluctant Hero                     | narrátor              | dokumentumfilm                                             |
| 2006            |                              | Bro'Town                               | önmaga (hangja)       | 1 epizód                                                   |
| 2009            | Utazás a halhatatlanság felé | The Immortal Voyage of Captain Drake   | Don Sandovate         | - tévéfilm - magyar hangja: - Mihályi Győző - Kőszegi Ákos |
| 2011            | Spartacus: Az aréna istenei  | Spartacus: Gods of the Arena           | doktor                | 2 epizód                                                   |
| 2012            |                              | Missing Christmas                      | Jack TePania (hangja) | karácsonyi különkiadás                                     |
| 2013            |                              | The Life and Times of Temuera Morrison | önmaga                | dokumentum-minisorozat                                     |
| 2014            |                              | Happy Hour                             | önmaga (házigazda)    |                                                            |
| 2015            |                              | The Barefoot Bandits                   | Jack TePania (hangja) | főszereplő (9 epizód)                                      |
| 2015            |                              | Tatau                                  | Anaru Vaipiti         | minisorozat főszereplője                                   |
| 2016            |                              | Dawn                                   | Wikkanak              | tévéfilm                                                   |
| 2016            |                              | This Is Piki                           | Bill Mercer           | televíziós sorozat                                         |
| 2019–           | A Mandalóri                  | The Mandalorian                        | Boba Fett             | - 4 epizód - magyar hangja: - Dörner György                |
| 2019–           | A Mandalóri                  | The Mandalorian                        | klónkatonák (hangja)  | 1 epizód                                                   |
| 2021            | Star Wars: Látomások         | Star Wars: Visions                     | Boba Fett (hangja)    | 1 epizód                                                   |
| 2021            | Boba Fett könyve             | The Book of Boba Fett                  | Boba Fett             | - főszereplő (6 epizód) - magyar hangja: - Dörner György   |
| 2021            | Boba Fett könyve             | The Book of Boba Fett                  | klónkatonák (hangja)  | 1 epizód                                                   |
| 2022            | Obi-Wan Kenobi               | Obi-Wan Kenobi                         | veterán klónkatona    | 1 epizód                                                   |
| 2022            | Élete a halál                | My Life Is Murder                      | Frankie Jones         | 1 epizód                                                   |
| 2022            |                              | Echo 3                                 | Roy Lennon            | 2 epizód                                                   |
| 2023            | Ahsoka                       | Ahsoka                                 | Rex százados (hangja) | - 1 epizód - magyar hangja:[forrás?] - Dörner György       |
| 2024            |                              | Secret Level                           | Old Salt (hangja)     | 1 epizód                                                   |

### Videójátékok
| Év   | Cím                            | Szerep                                                                               | Megjegyzés    | Forrás |
| ---- | ------------------------------ | ------------------------------------------------------------------------------------ | ------------- | ------ |
| 2002 | Star Wars: Bounty Hunter       | Jango Fett (hangja)                                                                  |               | [ 13 ] |
| 2004 | Star Wars: Battlefront         | Köztársasági Gyalogos / Köztársasági Tisztviselő (hangja)                            |               | [ 13 ] |
| 2005 | Star Wars: Republic Commando   | RC-1138 "Delta 38" (hangja)                                                          |               | [ 13 ] |
| 2005 | LEGO Star Wars: The Video Game | Jango Fett / Klónkatonák (hangja)                                                    | Nincs jelezve |        |
| 2005 | Star Wars: Battlefront II      | Boba Fett / Jango Fett / Köztársasági Tisztviselő / Nyugdíjazott Klónkatona (hangja) |               | [ 13 ] |
| 2006 | Star Wars: Empire at War       | Boba Fett (hangja)                                                                   |               | [ 13 ] |
| 2015 | Star Wars Battlefront          | Boba Fett (hangja)                                                                   |               |        |
| 2017 | Star Wars Battlefront II       | Boba Fett (hangja)                                                                   |               |        |
| 2023 | Star Wars Jedi: Survivor       | Boba Fett (hangja)                                                                   |               |        |

## Fordítás
- Ez a szócikk részben vagy egészben  a   Temuera Morrison című angol Wikipédia-szócikk ezen változatának fordításán alapul.  Az eredeti cikk szerkesztőit annak laptörténete sorolja fel. Ez a jelzés csupán a megfogalmazás eredetét és a szerzői jogokat jelzi, nem szolgál a cikkben szereplő információk forrásmegjelöléseként.